# Prohlada, Silistra
Prohlada (în bulgară Прохлада, în română Cirecci) este un sat în comuna Dulovo, regiunea Silistra, Dobrogea de Sud, Bulgaria. 
Între anii 1913-1940 a făcut parte din plasa Curtbunar a județului Durostor, România. 

## Demografie
Componența etnică a satului Prohlada
     Turci (41,53%)
     Nicio identificare (10,76%)
     Bulgari (26,15%)
     Romi (21,53%)
La recensământul din 2011, populația satului Prohlada era de 260 locuitori. Nu există o etnie majoritară, locuitorii fiind turci (41,53%), bulgari (26,15%) și romi (21,53%). Pentru 10,76% din locuitori nu este cunoscută apartenența etnică.